# Paul Mitchell
Paul Mitchell – amerykańska drużyna siatkarska.  W sezonie 2010/2011 uczestnik Klubowych Mistrzostw Świata w siatkówce w Dausze.